# آلونزو انگواندا
آلونزو انگواندا (انگلیسی: Alonzo Engwanda؛ زادهٔ ۲۷ ژانویهٔ ۲۰۰۳) بازیکن فوتبال اهل بلژیک است که در حال حاضر برای باشگاه فوتبال اوترخت بازی می‌کند.

## دوران باشگاهی
او برای باشگاه فوتبال اندرلشت فیوچرز بازی کرد و در سال ۲۰۲۲ در سطح زیر ۱۹ سال به میدان رفت. او پیش از امضای قرارداد با باشگاه فوتبال اوترخت در سال ۲۰۲۴، کاپیتان این تیم بود و قراردادی چهار ساله امضا کرد.
انگواندا اولین بازی خود را در اردویسه در تاریخ ۱۱ اوت ۲۰۲۴ برای باشگاه فوتبال اوترخت در تقابل با باشگاه فوتبال پک زووله انجام داد.

## دوران ملی
وی همچنین در تیم‌های ملی فوتبال زیر ۱۷ سال و زیر ۱۹ سال بلژیک بازی کرده است.

## زندگی شخصی
آلونزو انگواندا در بلژیک متولد شده و از تبار کنگویی (جمهوری دموکراتیک) است. برادر او، نونزیو، نیز یک فوتبالیست حرفه‌ای است.